# Robert Juričko
Robert Juričko (Split, 27. rujna 1959.), bivši hrvatski nogometaš. Igrao je u obrani. S Hajdukom i Napretkom igrao u 1. saveznoj ligi bivše Jugoslavije.